# Eiphosoma
Eiphosoma is een geslacht van insecten uit de orde vliesvleugeligen (Hymenoptera) en de familie Ichneumonidae.

## Soorten
- E. anchon Gauld, 2000
- E. arizonense Dasch, 1979
- E. atrovittatum Cresson, 1865
- E. aztecum Cresson, 1874
- E. batatae Cushman, 1931
- E. bioeco Fernandez-Triana & Grillo Ravelo, 2007
- E. bogan Gauld, 2000
- E. cerfen Gauld, 2000
- E. colludum Gauld, 2000
- E. dearmasi Fernandez-Triana & Grillo Ravelo, 2007
- E. dentator (Fabricius, 1804)
- E. dolopon Gauld, 2000
- E. flavescens Dasch, 1979
- E. fluminense Costa Lima, 1953
- E. fuzhi Gauld, 2000
- E. glabritum Gauld, 2000
- E. gollum Gauld, 2000
- E. haitiense Brues, 1917
- E. henorum Gauld, 2000
- E. kelpanum Gauld, 2000
- E. laphygmae Costa Lima, 1953
- E. lopesi Costa Lima, 1953
- E. luteum Brues, 1917
- E. macrum (Enderlein, 1921)
- E. maculicoxa (Enderlein, 1921)
- E. mangabeirai Costa Lima, 1953
- E. matogrossense Costa Lima, 1953
- E. mexicanum Cresson, 1874
- E. minense Costa Lima, 1953
- E. nelitae Fernandez-Triana & Grillo Ravelo, 2007
- E. nigrolineatum (Brulle, 1846)
- E. nigrovittatum Cresson, 1865
- E. nigrum (Szepligeti, 1906)
- E. nullum Morley, 1913
- E. oyafusoi Onody, Melo, Penteado-Dias & Dias-Filho, 2009
- E. paraguaiense Cushman, 1931
- E. perti Gauld, 2000
- E. porrax Gauld, 2000
- E. pyralidis Ashmead, 1896
- E. quadrilineatum (Cameron, 1886)
- E. quorum Gauld, 2000
- E. rheum Gauld, 2000
- E. ribeiroi Costa Lima, 1953
- E. rudelium Gauld, 2000
- E. saranum Gauld, 2000
- E. septentrionale Brues, 1911
- E. shaghi Gauld, 2000
- E. striatum (Cameron, 1911)
- E. strontorium Gauld, 2000
- E. tantalium Gauld, 2000
- E. terrax Gauld, 2000
- E. travassosi Costa Lima, 1953
- E. urgulium Gauld, 2000
- E. vitticolle Cresson, 1865
- E. yoron Gauld, 2000